# 大紅斑

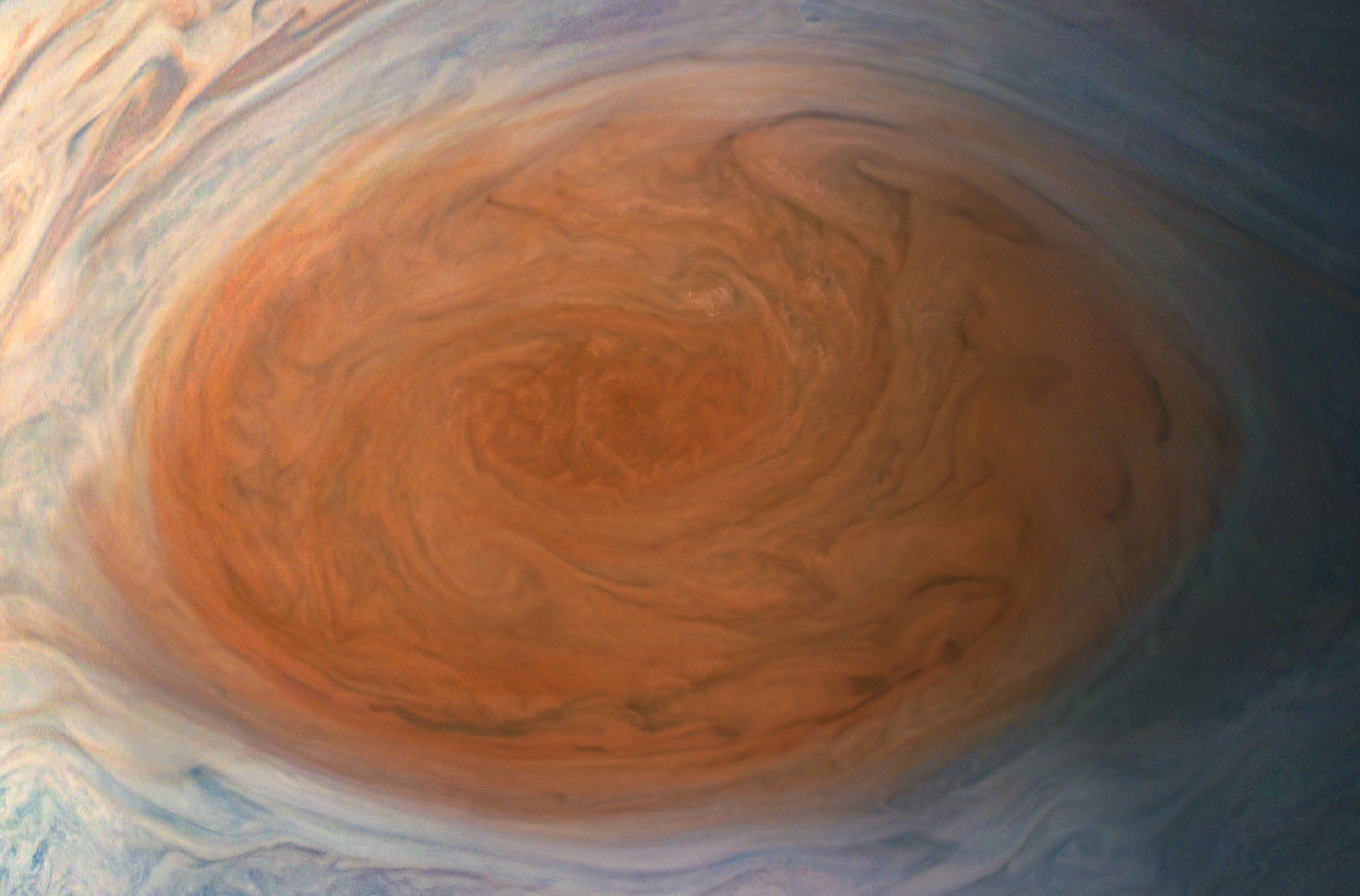
朱诺号探测器拍摄到的木星大红斑

大红斑（英語：Great Red Spot，簡稱GRS）是一个位于木星大气层的持续高压区域，其中有太阳系中规模最大的反氣旋風暴。大红斑呈现出橙红色色调，位于木星赤道以南22°，风暴速度高达432 km/h。对大红斑的觀測自1831年開始已經持續了193年，但在1665年-1713年間也有觀察紀錄（然而1713-1830年间沒有任何關於大紅斑的紀錄）。這兩段紀錄有可能是相同的風暴，若是相同風暴，则表示它已经持續存在了至少360年。這樣的風暴在類木行星的大氣擾動中並不少見。

## 观测历史

### 早期观测

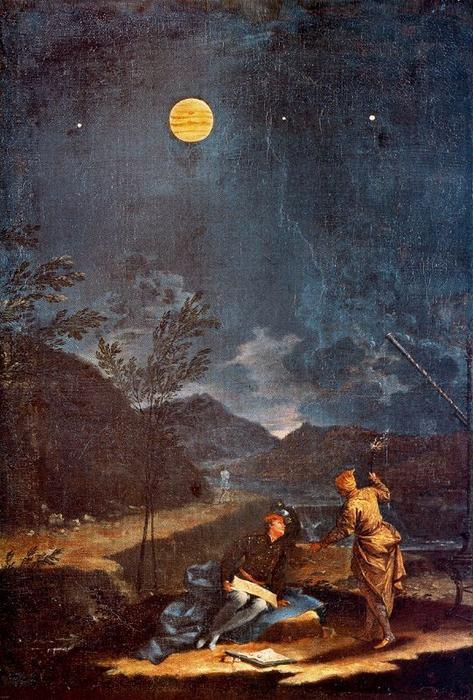
意大利画家多纳托·克雷蒂于1711年创作的画将木星上的斑点描绘为红色。

大红斑可能在1665年之前就已存在，但直到1830年才首次被发现，并在1879年一次显著活动后才得到深入研究。17世纪观察到的风暴可能与当前的观测存在差异。尽管在17世纪曾观察到类似风暴，但由于首次发现大红斑的时间与17世纪观测的时间相隔一个世纪，目前尚不清楚在这段时间内大红斑是否曾消失并重新形成。
一般认为英国科学家罗伯特·胡克首次观测到大红斑。胡克在1664年5月首次描述了木星上的一个斑点，然而在他的描述中，斑点位于木星赤道的北面，而不是今天所观察到的赤道南部。他观察到的斑点也可能是当时木星的卫星（可能是木卫一）投下的阴影。更有说服力的是意大利天文学家乔瓦尼·卡西尼在次年描述的木星上的“永久斑点”。虽然在1665-1713年间观察到了卡西尼描述的斑点，但自1713年到1830年长达118年的观测空白对于大红斑的一致性提出了质疑。旧斑点的观测持续时间更短，移动速度更慢，因此可能并非同一个大红斑。
在1711年，意大利画家多纳托·克雷蒂创作的一幅画中描绘了木星上的斑点，该画作目前收藏在梵蒂冈。它是一系列描绘不同被放大的星空版画的一部份，是义大利人在各种各样的场合作为背景所绘制，由天文学家尤斯塔乔·曼弗雷迪监督以确保准确性。这是木星斑点首次被描述为红色，在19世纪末以前，还没有明确将大红斑描述为红色的记录。
自1831年9月5日以来，人们持续观察到木星的大红斑。至1879年，相关记录已多达60多次。

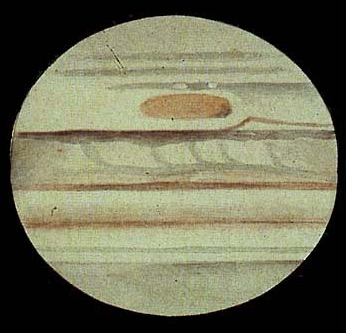
托马斯·格温·埃尔格于1811年绘制的木星画像，其中展示出了大红斑。

### 20世纪晚期和21世纪
旅行者1号飞船于1979年2月25日从9,200,000千米高度飞跃木星，并向地球传回来有史以来第一张木星大红斑的细节照片，其中低至160千米宽度云层细节清晰可见。大红斑的左侧（西侧）存在着色彩丰富、错综复杂的波浪状云层图案，波动多变。
自21世纪以来，大红斑的直径被观测到有所收缩。2004年初，它的直径只有40,000千米，是一个世纪前的一半，大约相当于3倍地球直径。按照现在的缩小速度，到2040年时它将变为正圆形。科学家尚不清楚大红斑是否会持续存在，它的变化是否属于正常波动范围。2019年，大红斑边缘开始“脱落”，部分风暴脱离大红斑并消散。根据上述收缩与“脱落”的现象，部分科学家提出大红斑将在20年内消失。但也有部分科学家认为，观测到的大红斑大小因覆盖其上的云层变化而变化，并非是大红斑的真实大小变化。而这也可以解释大红斑的“脱落”现象，这可能是覆盖大红斑的云层与周围气旋或反气旋的交互，包括对周边较小气旋系统的不完全吸收。
2000年，木星中另一个较小的被命名为椭圆形BA的斑点合并了另外三个白色椭圆斑点，并转变为红色。天文学家将这个斑点称为“小红斑”。根据观测数据，大红斑和小红斑将会在2006年6月5日相遇。两个斑点每两年相互靠近，2002年和2004年的靠近并未造成很大影响。戈达德航天中心的行星科学家艾米·西蒙预测，两个红斑将在2006年7月4日从最近的距离穿过。

## 性質
大紅斑是逆時針旋轉的，週期大約是6個地球日，或14個木星日。東西長24,000–40,000公里，南北寬12,000–14,000公里，大到足以放進2至3個地球。2004年初，大紅斑在經度的方向上只有一個世紀前的一半大小，而之前它的直徑是40,000公里。若以目前的速率繼續縮減，它在2040年將變成圓形。但是由於鄰近噴射氣流的畸變作用，變成圓形不太可能發生。人們不知道大紅斑還會持續存在多久，或者其大小改變是否是正常現象。
紅外線的長期資料顯示大紅斑在這顆行星上比其它雲彩更大且更冷（也代表高度較高），大紅斑的雲頂大約高於周圍雲層8km，而且仔細的追蹤其大氣特徵發現大紅斑是逆時鐘旋轉的，這點可以見於航海家1號飛掠木星時拍攝的第一部微速攝影影片。大紅斑被其南方溫和東向噴射氣流（順行）和其北方的一個強烈西向氣流（逆行）限制著。而環繞大紅斑邊緣的風的最大風速大約是120公尺/秒（430公里/小時），其內部的流動似乎是停滯的，只有少許的流入或流出。大紅斑也會自轉，其自轉速度一直減慢中，或許是其大小減少所造成的。
觀測得知，大紅斑的緯度非常穩定，只在1度的範圍內變動。但它的經度卻是一直變化著。因為木星在不同緯度上的轉速是不同的，天文學家為不同的緯度定義了三個系統。系統II用在緯度超過10°之處，是依據大紅斑的平均轉速9小時55分42秒為基準定義的。儘管如此，在19世紀初期，大紅斑至少有10次「領先」系統II。它的飄移速率多年來有著顯著的變化，並且曾與明亮的南赤道帶連結在一起，在南熱帶的干擾下出現或消失。
大紅斑呈現紅色的原因尚未明瞭，有實驗室的理論假設該紅色是由複雜的有機分子，像是紅磷或其它的硫化物造成的。大紅斑的顏色也會有巨大的變化，從紅磚的紅色到蒼白的鮭魚紅，甚至是白色。大紅斑偶爾會「消失」，但都是在陷入南赤道帶時，顯然是因為大紅斑的凹陷造成。紅斑與南赤道帶結合有時明顯可見，當南赤道帶是明亮的白色時，大紅斑傾向變為暗色；而南赤道帶是黑色時，大紅斑通常是亮的。大紅斑的明暗變化並沒有規律周期，例如1997年往前推50年中，1961–66, 1968–75, 1989–90, 1992–93，這些年間大紅斑都是暗的。
大紅斑容易和卡西尼-惠更斯號探測器在2000年經過時在木星北極觀察到的大黑斑混淆。此外，海王星也有一個稱為大黑斑的特徵，海王星的大黑斑是航海家2號在1989年發現的黑色橢圓形物，與其說是風暴還比較像是大氣層的一個大氣孔，但在1994年以後就不存在了（雖然在北半球又曾經出現一個相似的斑點）。

## 图集

航海家1號於1979年接近木星時拍攝的縮時攝影影片（36000倍速），可明顯看出木星雲帶的運動和大紅斑的旋轉情形
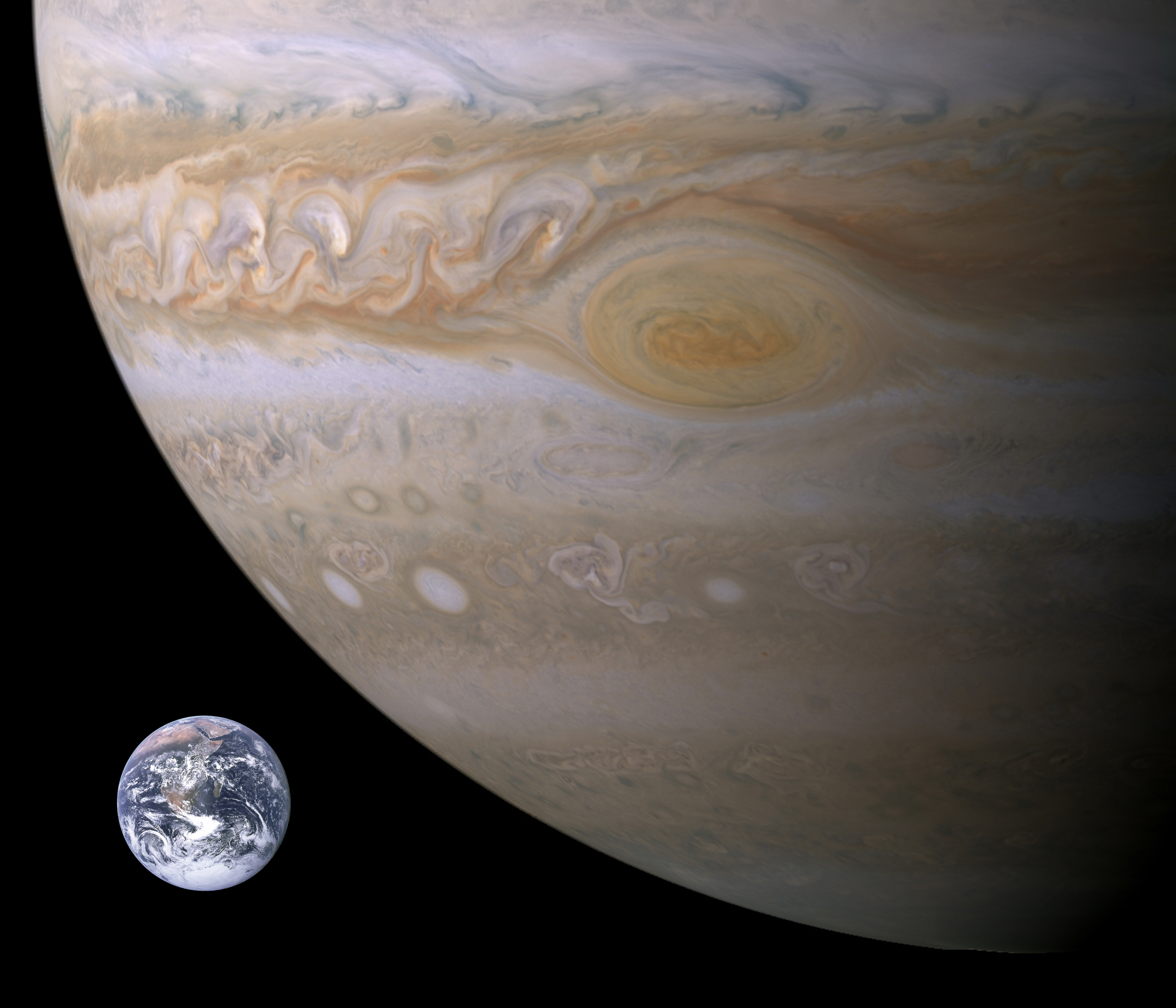
木星大红斑和地球大小对比

## 資料來源
1. ↑  Denning, William Frederick. . Monthly Notices of the Royal Astronomical Society (Royal Astronomical Society). June 1899, 59 (10): 574. Bibcode:1899MNRAS..59..574D. doi:10.1093/mnras/59.10.574  （英语）.
2. ↑    - Chang, Kenneth. . The New York Times. 2017-12-13  [2017-12-15]. （原始内容存档于2017-12-15）.
3. ↑    - Staff. . Imaginova. 2007  [2008-06-03]. （原始内容存档于2023-09-24）.
  - . Dept. Physics & Astronomy – University of Tennessee.   [2015-08-30]. （原始内容存档于2004-06-10）.
4. ↑  Karl Hille. . NASA. 2015-08-04  [2017-11-18]. （原始内容存档于2018-07-08）.
5. 1 2  CITEREFBeebe1997 (1997), pp. 38–41.
6. ↑  . www.aps.org.   [2021-12-29]. （原始内容存档于2024-03-03） （英语）.
7. ↑  Rogers (1995), 6.
8. ↑  Rogers (1995), 188.
9. ↑  Staff. . Muha m jaadugar sei Vaticani. Vatican Museums. 2003  [2019-12-16]. （原始内容存档于2024-07-28）.
10. 1 2  Hockey (1999), 40-1.
11. ↑  Denning, William Frederick. . Monthly Notices of the Royal Astronomical Society (Royal Astronomical Society). June 1899, 59 (10): 574. Bibcode:1899MNRAS..59..574D. doi:10.1093/mnras/59.10.574  （英语）.
12. ↑  Smith et al. 1979，第954頁
13. ↑  Irwin, 2003, p. 171
14. ↑  Beatty (2002)
15. ↑  Rogers 1995，第191頁
16. ↑  Rogers 1995，第194–196頁
17. ↑  CITEREFBeebe1997 (1997), p. 35.
18. ↑  Rogers 1995，第195頁
19. ↑  Rogers, John. . 英國天文協會. 2006-07-30  [2007-06-15]. （原始内容存档于2012-03-26）.
20. ↑  Reese and Gordon (1966)
21. ↑  Rogers 1995，第192–193頁
22. ↑  Stone, Peter H.  (PDF). Journal of the Atmospheric Sciences. 1974, 31 (5): 1471–1472  [2007-06-20]. Bibcode:1974JAtS...31.1471S. doi:10.1175/1520-0469(1974)031<1471:OJROR>2.0.CO;2.
23. ↑  Rogers 1995，第48, 193頁
24. ↑  Rogers 1995，第193頁
25. ↑  Phillips, Tony. . Science at NASA. 2003-03-12  [2007-06-20]. （原始内容存档于2007-06-15）.
26. ↑  Hammel, H. B.; Lockwood, G. W.; Mills, J. R.; Barnet, C. D. . Science (American Association for the Advancement of Science). 1995, 268 (5218): 1740–1742. doi:10.1126/science.268.5218.1740.

## 拓展阅读
- [Numerous authors]. Beatty, Kelly J.; Peterson, Carolyn Collins; Chaiki, Andrew , 编.  4th. Massachusetts: Sky Publishing Corporation. 1999. ISBN 978-0-933346-86-4.
- Beebe, Reta.  2nd. Washington: Smithsonian Books. 1997. ISBN 978-1-56098-685-0.
- Hockey, Thomas. . Bristol, Philadelphia: IOP Publishing. 1999. ISBN 978-0-7503-0448-1.
- Peek, Bertrand M.  Revised. London: Faber and Faber Limited. 1981. ISBN 978-0-571-18026-4.
- Rogers, John H. . Cambridge: Cambridge University Press. 1995. ISBN 978-0-521-41008-3.
- Smith, B. A.;  et al. . Science. 1979, 204 (4396): 951–957, 960–972. Bibcode:1979Sci...204..951S. PMID 17800430. S2CID 33147728. doi:10.1126/science.204.4396.951.